# Nature morte avec amour en plâtre
Nature morte avec amour en plâtre est un tableau réalisé par le peintre français Paul Cézanne vers 1895. Cette huile sur papier marouflé sur bois représente une statuette d'amour par Pierre Puget entourée de pommes et d'oignons. Elle est conservée à l'Institut Courtauld, à Londres.

## Postérité
Le tableau fait partie des « 105 œuvres décisives de la peinture occidentale » constituant le musée imaginaire de Michel Butor.